# Une nuit de noces au village
Pour plus de détails, voir Fiche technique et Distribution.
Une nuit de noces au village est un film muet français réalisé par Georges Monca, sorti en 1910.

## Fiche technique
- Titre : Une nuit de noces au village
- Réalisation : Georges Monca
- Scénario : Jules Mary
- Photographie :
- Montage :
- Société de production : Société cinématographique des auteurs et gens de lettres (S.C.A.G.L)
- Société de distribution : Pathé Frères
- Pays d'origine :  France
- Langue : film muet avec les intertitres en français
- Métrage : 165 mètres
- Format : Noir et blanc — 35 mm — 1,33:1 — Muet
- Genre :  Comédie
- Durée : 6 minutes
- Dates de sortie : 
  -  France : 22 juillet 1910

## Distribution
- Charles Prince : la mariée
- Geneviève Chapelat : Marion
- Louis Blanche : le garçon d'honneur